# Сторрс Лавджой Олсон
Сторрс Лавджой Олсон (англ. Storrs Lovejoy Olson; 3 квітня 1944 — 20 січня 2021) — американський біолог і орнітолог. Працював у Смітсонівському інституті, вийшовши на пенсію в 2008 році. Один із найвидатніших у світі палеорнітологів. Відомий своїми дослідженнями викопних та субфосильних птахів на таких островах, як Вознесіння, Св. Єлени та Гаваї. Він був одружений з колегою-палеорнітологом Гелен Ф. Джеймс.

## Молодість та освіта
Олсон народився 4 квітня 1944 року в Чикаго. Його батьком був океанограф Франклін Олсон. Його назвали на честь дідуся по материнській лінії П. С. Лавджоя, який займався природоохоронною діяльністю. Франклін працював у мінералогічній лабораторії Університету Огайо на острові Гібралтар на озері Ері (Великі озера). Тут Сторрс зацікавився іхтіологією.
У 1950 році сім'я Олсона переїхала до Таллахассі (штат Флорида), коли Франклін влаштувався на роботу до Університету штату Флорида. Інтереси юного Олсона змістилися на орнітологію у віці 12 років. Олсон закінчив середню школу Леона в 1962 році. У 1963 році він переїхав до Панами, щоб допомогти другові в його дослідженні риб. У 1966 році він повернувся до Панами як студент, щоб вивчати імунологію катарт.
Він отримав вищу освіту в Університеті Флориди під керівництвом Пірса Бродкорба, який підштовхнув його інтерес до палеорнітології. У 1968 році отримав ступінь магістра.

## Кар'єра та післядипломна освіта
Робота Олсона в Панамі привернула увагу Александра Ветмора в 1967 році, коли Ветмор готував монографію про панамських птахів. Їхній контакт у Національному музеї природної історії (NMNH), яким управляє Смітсонівський інститут, приніс Олсону наступного року літню роботу в Службі рибних ресурсів та дикої природи під керівництвом Річарда К. Бенкса. Потім він став постійним менеджером у новому Смітсонівському Chesapeake Bay Center в Еджвотері (штат Меріленд).
Центр мав зв'язки з Університетом Джона Гопкінса, і Олсона заохотили вступити туди до аспірантури. Він вступив до Школи гігієни та громадського здоров'я на кафедрі патобіології під керівництвом Бернгарда Бенга. За підтримки Смітсонівського інституту Олсон побував на острові Вознесіння та острові Святої Єлени в 1970 і 1971 роках, де описав одуда санта-геленського та багновика санта-геленського. Ця робота була основою його дисертації про еволюцію пастушків. Джон Гопкінс присудив Олсону докторський ступінь у 1972 році.
До серпня 1971 року працював у докторантурі природознавчого музею. Він писав про викопні пастушки для монографії Сідні Діллона Ріплі, яку опублікували у 1977 року. У березні 1975 року призначений куратором Відділу птахів у Національному музеї природної історії.
У 1976 році він познайомився зі своєю майбутньою дружиною Гелен Джеймс, яка згодом сама стала відомою палеорнітологинею, яка зосереджувалася на доісторичних птахах пізнього четвертинного періоду. Під час дослідницької роботи на Гаваях, яка тривала 23 роки, Олсон і Джеймс знайшли й описали рештки 50 нових для науки вимерлих видів птахів, у тому числі нене-нуї, моа-нало, аптерибісів і гавайських сов. Він також був одним з авторів опису вимерлого гризуна Noronhomys vespuccii. У 1982 році він виявив на Багамах субфоссилії довго ігноруваного колібрі-смарагда винногрудого, що довело, що цей колібрі є дійсним і окремим видом.
У листопаді 1999 року Олсон написав відкритого листа до Національного географічного товариства, в якому він критикував заяви Крістофера П. Слоуна про проміжний вид між динозаврами і птахами під назвою «Археораптор» (згодом виявився фальсифікатом). У 2000 році він допоміг розгадати таємницю Necropsar leguati зі Всесвітнього музею Ліверпуля, який виявився альбіністичним зразком дигача бурого.

## Особисте життя
Олсон був одружений на своїй давній колезі Гелен Джеймс з 1981 року до їх розлучення в 2006 році

## Вшанування
Олсон був визнаний як один із найвидатніших палеорнітологів світу. Він був лауреатом Дослідницької премія Лоє та Олдена Міллерів у 1994 році.
На честь Олсона названо кілька доісторичних видів птахів, зокрема Nycticorax olsoni, Himantopus olsoni, Puffinus olsoni, Primobucco olsoni, Gallirallus storrsolsoni і Quercypodargus olsoni. Крім того, риба Storrsia olsoni, має біноміальну назва, яка дана на честь Олсона, оскільки він зібрав типові зразки риби біля Бразилії.